# 国際連合安全保障理事会決議168
国際連合安全保障理事会決議168（こくさいれんごうあんぜんほしょうりじかいけつぎ168、英: United Nations Security Council Resolution 168,UNSCR168）は、1961年11月3日に国際連合安全保障理事会で採択された決議。任期途中で事故死したダグ・ハマーショルド事務総長の後任として、ビルマの外交官であるウ・タントを国連事務総長代理に推薦するものである。

## 概要
ハマーショルドの任期は1963年4月10日までとされていたが、ウ・タントの事務総長代理の任期も、まずは、この残任期にあわせるものとして推薦された。ウ・タントの事務総長代理就任はこの後、国連総会において満場一致で認められ、ウ・タントはさらに事務総長に就任することとなる。